# Simbolo di copyright
Il simbolo di copyright © viene usato per indicare la presenza di copyright riservati. Consiste in una "C" cerchiata, la quale deriva dalla parola inglese copyright.

## Storia
I primi simboli indicanti copyright risalgono ad almanacchi scozzesi del 1670; i libri pubblicati includevano una rappresentazione dello stemma araldico locale che ne certificava l'autenticità.
Negli Stati Uniti a seguito del Copyright Act del 1802 era necessario indicare sull'opera: l'autorizzazione formale del congresso, l'anno di creazione, l'autore e il luogo della registrazione; in caso di opere d'arte come dipinti era sufficiente indicare i suddetti estremi sul supporto sul quale veniva montata o esposta l'opera.
Il Copyright Act del 1802 fu emendato nel 1874. Il simbolo © fu introdotto negli Stati Uniti nell'emendamento del 1954 del Copyright Act del 1909, sezione 18. Il simbolo doveva essere accompagnato dal nome del detentore del diritto e dall'anno in cui il copyright era stato fissato (es., © John Doe 1957). L'indicazione dell'anno era obbligatoria soltanto per le opere di natura letteraria, musicale o teatrale e per quest' ultime esistevano anche delle direttive sul luogo in cui doveva essere posizionato il simbolo (per le opere letterarie si trattava della pagina del titolo o quella immediatamente seguente).
Il Copyright Act del 1909 voleva essere una completa riscrittura e revisione delle leggi sul copyright. Come originariamente proposto nel progetto del disegno di legge, per avvalersi della protezione del copyright era necessario inserire la parola "copyright" o una sua abbreviazione sull'opera stessa. Ciò includeva anche i dipinti. Nei dibattiti tra le parti interessate a proposito del diritto d'autore trattato nel disegno di legge proposto, condotti nel 1905 e 1906, i rappresentanti delle organizzazioni di artisti si sono opposti a questo requisito, volendo inserire sull'opera esclusivamente il nome dell'artista. Come compromesso si è giunti all'inserimento di un simbolo relativamente non invadente, la lettera maiuscola C all'interno di un cerchio, che doveva apparire sull'opera accanto al nome dell'artista. La formulazione del Copyright Act del 1909 è stata lasciata invariata quando è stata trascritta nel 1946 come titolo 17 del Codice degli Stati Uniti; quando l'atto è stato modificato nel 1954, il simbolo © è stato consentito in alternativa al "Copyright" o "Copr." in tutti gli avvisi di copyright.
La Convenzione Universale sul Diritto d'Autore del 1952 garantì la protezione di tutte quelle opere pubblicate in uno Stato differente da quello d'origine dell'autore a condizione che tutti gli esemplari dell’opera pubblicata con l’autorizzazione dell’autore o di qualsiasi altro titolare dei suoi diritti portassero il simbolo © accompagnato dal nome del titolare del diritto e dall’indicazione dell’anno della prima pubblicazione. Questa soluzione fu adottata per venire incontro agli USA che, non avendo ancora aderito alla Convenzione di Berna, avrebbero altrimenti dovuto modificare considerevolmente la propria legislazione per conformarsi al resto del mondo.
Per tutti gli stati sottoscriventi la Convenzione di Berna del 1886 il diritto d'autore vige dal momento della creazione dell'opera, per cui non è necessario segnalarlo in nessun modo. Gli Stati Uniti aderiscono alla Convenzione di Berna nel 1989, da allora neanche negli U.S. è più necessario inserire alcun simbolo per far valere il diritto d'autore.
Il progetto GNU ha introdotto il simbolo di copyleft, uguale a quello del copyright ma riflesso.

## Riproduzione nella videoscrittura
Dato che il simbolo © non è tipicamente presente sulle tastiere o nel codice ASCII, è pratica comune indicarlo con la lettera c tra parentesi: (c).
Sui sistemi informatici moderni è possibile rappresentarlo con:
- Windows: Alt+0169/Alt+184
- Mac: ⌥ Option+g
- Linux: Compose + O C.
- Chrome OS: Ctrl+⇧ Shift+u, a9, then ↵ Enter or Space.
- HTML: &copy; or &#169;

"©" ha il numero 0169 dell'ISO 8859-1 e Unicode, sebbene non sia presente nell'ISO 8859-3. In HTML si può rappresentare con "&copy;". Attraverso LaTeX si può inserire "\copyright ". In caso non si possa inserire il simbolo manualmente, si può inserire la C tra parentesi "(C)".

## Altri simboli di proprietà intellettuale
- Il simbolo di copyright di Sound Recording (℗), formato dalla lettera P rinchiusa in un cerchio (derivante dalla parola Phonogram), è il segno tipografico utilizzato per informare del diritto d'autore o copyright in registrazioni sonore (fonogrammi) su dischi in vinile, cassette, CD, etc. Il suo uso è nato nel 1971 nel Copyright Act degli Stati Uniti, mentre in Italia si è diffuso a partire dal 1977, quasi contemporaneamente ratificato attraverso un accordo internazionale.[5][6].
- Il simbolo di copyleft () formato dalla lettera C rivolta verso sinistra e racchiusa in un cerchio, è un segno tipografico generalmente utilizzato in contrasto con il simbolo di copyright per informare riguardo l'autorizzazione data dall'autore dell'opera, da distribuire rispettando alcune condizioni che variano a seconda del tipo di licenza copyleft.
- Il simbolo di marchio registrato (®), formato dalla lettera R racchiusa in un cerchio, precede in alcuni paesi un marchio registrato o un marchio di servizio registrato in corrispondente dell'organo ufficiale, come l'Ufficio Nazionale Brevetti e Marchi, nel caso degli Stati Uniti, oppure l'Ufficio Italiano Brevetti e Marchi nel caso dell'Italia.
- simbolo di marchio (™), formato dalle lettere TM ("trademark"), è un segno tipografico utilizzato in alcuni Paesi per indicare che la parola, l'immagine o l'altro segno che precede è un marchio di fabbrica. Viene utilizzato in genere per i marchi non ancora ufficialmente registrati.
- simbolo del marchio di servizio (℠), formato dalle lettere SM ("service mark"), è un segno tipografico utilizzato in alcuni paesi per indicare che il marchio che precede si tratta di un marchio di servizio. Viene generalmente utilizzato per i marchi di servizi non ancora ufficialmente registrati. Il suo uso è meno comune che il simbolo del marchio, in particolare al di fuori degli Stati Uniti.
- simbolo del mask work (Ⓜ), formato dalla lettera M racchiusa in un cerchio, è un segno tipografico utilizzato in alcuni paesi per informare i diritti di proprietà intellettuale nel campo dell'informatica, sulle opere di maschera, schemi tracciatura di circuiti integrati. Non è utilizzato in Italia, dato che non è ufficializzato.